# Petra Marklund
Petra Linnea Paula Marklund (født 12. september 1984 i Stockholm, Sverige) er en svensk sangerinde, der især tidligere har optrådt under kunstnernavnet September.
Hun slog igennem i 2003 med nummeret "La, La, La (Never Give It Up)". Senere har "We Can Do It" (2003), "September All Over" (2004), "Satellites" (2005), "Looking for Love" (2005) og "Cry for You" (2006) haft en vis succes. Numrerne er skrevet og produceret af Jonas von der Burg, Niclas von der Burg og Anoo Bhagavan.
I 2012 udgav hun singlen "Händerna mot himlen", der som noget nyt blev sunget på svensk og udgivet under hendes borgerlige navn. Nummeret er fra albummet Inferno, der ligeledes er på svensk. Albummet markerede således et stilskifte for Marklund, der med hendes egne ord var mere "mørkt".
Fra 2014-sæsonen var Marklund vært på Allsång på Skansen. Ifølge hende selv, var hun meget overrasket over SVT's valg. Underholdningsbestiller Mathias Engstrand fortalte, at hun i forvejen havde en slags kærlighed til programmet, men desuden var scenevant, en dygtig musiker og havde en udstråling, som passede godt på de sene sommeraftener. Ved afslutningen på 2015-sæsonen annoncerede hun, at hun ikke ville fortsætte det følgende år, idet det var svært at kombinere med de øvrige aktiviteter som aktiv sanger.

## Diskografi

### Studiealbummer
| - Teen queen (2000) - September (2004) - In Orbit (2005) | - Dancing Shoes (2007) - Love CPR (2011) - Inferno (2012) - Ensam inte stark (2015) |

### Singler
| - "La La La (Never Give It Up)" (2003) - "We Can Do It" (2003) - "September All Over" (2004) - "Satellites" (2005) - "Looking for Love" (2005) - "Flowers On the Grave" (2006) - "It Doesn't Matter" (2006) - "Cry for You" (2006) - "Can't Get Over" (2007) - "Until I Die" (2007) | - "Because I Love You" (2008) - "Resuscitate Me" (2010) - "Mikrofonkåt" (2010) - "Baksmälla" (2010) - "Kärlekens tunga" (2010) - "Party in my head" (2011) - "Händerna mot himlen" (2012) - "Det som händer i Göteborg (stannar i göteborg)" (2015) - "Som du bäddar" (2015) |